# Вінсеннс (Індіана)
Вінсеннс (англ. Vincennes) — місто (англ. city) в США, в окрузі Нокс штату Індіана. Населення — 16 759 осіб (2020).

## Географія
Вінсеннс розташований за координатами 38°40′34″ пн. ш. 87°30′40″ зх. д. / 38.67611° пн. ш. 87.51111° зх. д. (38.676101, -87.511119).  За даними Бюро перепису населення США в 2010 році місто мало площу 19,37 км², з яких 19,20 км² — суходіл та 0,18 км² — водойми.

## Демографія
Згідно з переписом 2010 року, у місті мешкали 18 423 особи в 7407 домогосподарствах у складі 4108 родин. Густота населення становила 951 особа/км².  Було 8259 помешкань (426/км²).
Расовий склад населення:
| - 91,9 % — білих - 4,7 % — чорних або афроамериканців - 0,7 % — азіатів - 0,3 % — корінних американців |

До двох чи більше рас належало 1,7 %. Частка іспаномовних становила 1,9 % від усіх жителів.
За віковим діапазоном населення розподілялося таким чином: 19,2 % — особи молодші 18 років, 65,8 % — особи у віці 18—64 років, 15,0 % — особи у віці 65 років та старші. Медіана віку мешканця становила 33,0 року. На 100 осіб жіночої статі у місті припадало 101,1 чоловіків;  на 100 жінок у віці від 18 років та старших — 99,9 чоловіків також старших 18 років.
Середній дохід на одне домашнє господарство  становив 43 688 доларів США (медіана — 35 455), а середній дохід на одну сім'ю — 53 986 доларів (медіана — 48 885). Медіана доходів становила 35 959 доларів для чоловіків та 27 378 доларів для жінок. За межею бідності перебувало 23,9 % осіб, у тому числі 35,3 % дітей у віці до 18 років та 11,0 % осіб у віці 65 років та старших.
Цивільне працевлаштоване населення становило 7791 осіб. Основні галузі зайнятості: освіта, охорона здоров'я та соціальна допомога — 22,9 %, виробництво — 16,9 %, роздрібна торгівля — 13,2 %, мистецтво, розваги та відпочинок — 11,9 %.

## Персоналії
- Еліс Террі (1899-1987) — американська акторка та режисерка.